# Just a Lil Bit
Just a Lil Bit (englisch für „nur ein kleines bisschen“) ist ein Lied des US-amerikanischen Rappers 50 Cent. Der Song ist die dritte Singleauskopplung seines zweiten Studioalbums The Massacre und wurde am 10. Mai 2005 veröffentlicht.

## Inhalt
Just a Lil Bit ist dem Genre Dirty Rap zuzuordnen und enthält zahlreiche sexuelle Anspielungen. So rappt 50 Cent aus der Perspektive des lyrischen Ichs, wie er im Club Frauen zum Tanzen auffordert und diese schließlich abschleppt. Jedem, der ihm dabei in die Quere komme, droht er Gewalt an. Dabei versucht er erst gar nicht zu verbergen, dass er nur auf Sex aus ist, den er dank seines Status und seines Reichtums auch von vergebenen Frauen bekommt.

“All a nigga really need is a lil’ bit

Not a lot, baby girl, just a lil’ bit

We can head to the crib in a lil’ bit

I can show you how I live in a lil’ bit”

## Produktion
Das Lied wurde von dem US-amerikanischen Musikproduzenten Scott Storch produziert, der neben 50 Cent auch als Autor fungierte. Charakteristisch für die Musik sind die Sitarklänge.

## Musikvideo
Bei dem zu Just a Lil Bit in Cancún, Mexiko gedrehten Musikvideo führte Benny Boom Regie. Es verzeichnet auf YouTube über 503 Millionen Aufrufe (Stand Juli 2023). Das Video zeigt 50 Cent mit drei leichtbekleideten weiblichen Models. Zu Beginn kommen sie am Flughafen an und sind danach zusammen in einer Hotelanlage und in der Stadt zu sehen. Anschließend setzt der Rapper die drei Frauen nacheinander auf verschiedene Männer, gespielt von Emilio Rivera, Jesús Ochoa und Hassan Johnson, an um diese zu verführen und auszurauben. Zwischendurch befindet sich 50 Cent mit den Models am Strand und auf einer Yacht. Auch weitere G-Unit-Mitglieder, wie Lloyd Banks und Olivia, haben Cameoauftritte im Video. Am Ende geht 50 Cent mit den drei Frauen und einer Tasche voll Geld zum Flugzeug.

## Single

### Covergestaltung
Das Singlecover zeigt 50 Cent, der in der Hocke sitzt, die Hände aneinander gelegt hat und den Betrachter anblickt. Er trägt ein weißes Basecap und silbernen Schmuck. Links im Bild befinden sich die Schriftzüge 50 Cent und Just a Lil Bit, während im Hintergrund wolkiger Himmel zu sehen ist.

### Titellisten
Single
1. Just a Lil Bit (Explicit Version) – 3:57
2. Disco Inferno (Live from Sessions @ AOL) – 3:09

Maxi
1. Just a Lil Bit (Explicit Version) – 3:57
2. Disco Inferno (Live from Sessions @ AOL) – 3:09
3. Just a Lil Bit (Instrumental) – 3:57
4. Just a Lil Bit (Video) – 4:17

### Chartplatzierungen
Just a Lil Bit stieg am 27. Juni 2005 auf Platz 16 in die deutschen Singlecharts ein und erreichte zwei Wochen später mit Rang elf die höchste Position. Insgesamt hielt sich der Song 14 Wochen lang in den Top 100. Top-10-Platzierungen gelangen unter anderem in den Vereinigten Staaten, Neuseeland und im Vereinigten Königreich. In den deutschen Single-Jahrescharts 2005 erreichte das Lied Rang 73.
| ChartsChartplatzierungen       | Höchstplatzierung | Wochen |
| ------------------------------ | ----------------- | ------ |
| Deutschland (GfK)              | 11 (14 Wo.)       | 14     |
| Österreich (Ö3)                | 15 (18 Wo.)       | 18     |
| Schweiz (IFPI)                 | 11 (19 Wo.)       | 19     |
| Vereinigte Staaten (Billboard) | 3 (27 Wo.)        | 27     |
| Vereinigtes Königreich (OCC)   | 10 (12 Wo.)       | 12     |

| ChartsJahrescharts (2005)      | Platzierung |
| ------------------------------ | ----------- |
| Deutschland (GfK)              | 73          |
| Schweiz (IFPI)                 | 63          |
| Vereinigte Staaten (Billboard) | 17          |

### Auszeichnungen für Musikverkäufe
Just a Lil Bit erhielt im Jahr 2023 in Deutschland für mehr als 300.000 verkaufte Einheiten eine Platin-Schallplatte. In den Vereinigten Staaten wurde es im selben Jahr für über drei Millionen Verkäufe mit Dreifach-Platin ausgezeichnet. Zudem erhielt der zugehörige Mastertone für mehr als eine Million verkaufte Exemplare Platin.

| Land/Region                  | Auszeichnungen für Musikverkäufe (Land/Region, Auszeichnung, Verkäufe) | Verkäufe  |
| ---------------------------- | ---------------------------------------------------------------------- | --------- |
| Australien (ARIA)            | Gold                                                                   | 35.000    |
| Brasilien (PMB)              | Platin                                                                 | 60.000    |
| Dänemark (IFPI)              | Gold                                                                   | 45.000    |
| Deutschland (BVMI)           | Platin                                                                 | 300.000   |
| Griechenland (IFPI)          | Gold                                                                   | 10.000    |
| Italien (FIMI)               | Gold                                                                   | 50.000    |
| Neuseeland (RMNZ)            | 2× Platin                                                              | 60.000    |
| Spanien (Promusicae)         | Gold                                                                   | 30.000    |
| Vereinigte Staaten (RIAA)    | 3× Platin (Single) · + Platin (Mastertone)                             | 4.000.000 |
| Vereinigtes Königreich (BPI) | Platin                                                                 | 600.000   |
| Insgesamt                    | 5× Gold · 9× Platin ·                                                  | 5.190.000 |

Hauptartikel: 50 Cent/Auszeichnungen für Musikverkäufe